# Đại học Chulalongkorn
Đại học Chulalongkorn là một trường đại học công lập tự chủ ở Thái Lan và đã từ lâu được xem là một trong những trường danh tiếng nhất Thái Lan. Trường có 20 khoa cùng một số trường và viện. Được xem như trường tốt nhất và tuyển chọn nhất Thái Lan, trường này là nơi thu hút các học sinh giỏi hàng đầu Thái Lan. Tên gọi của trường được đặt theo tên của vua Chulalongkorn (Rama V) và được thành lập bởi con trai ông và là vua kế vị Vajiravudh (Rama VI) năm 1917 bằng cách kết hợp Trường Tiểu đồng Hoàng gia và Cao đẳng Y khoa. Khu trường sở nằm trên một khu đất rộng ở trung tâm Bangkok, gần bên Quảng trường Siam. Biểu tượng của trường là Phra Kiao, một huy hiệu hoàng gia. Theo truyền thống, bằng tốt nghiệp được vua Thái Lan trao trong buổi lễ tốt nghiệp, được khởi đầu bởi vua Prajadhipok (Rama VII).

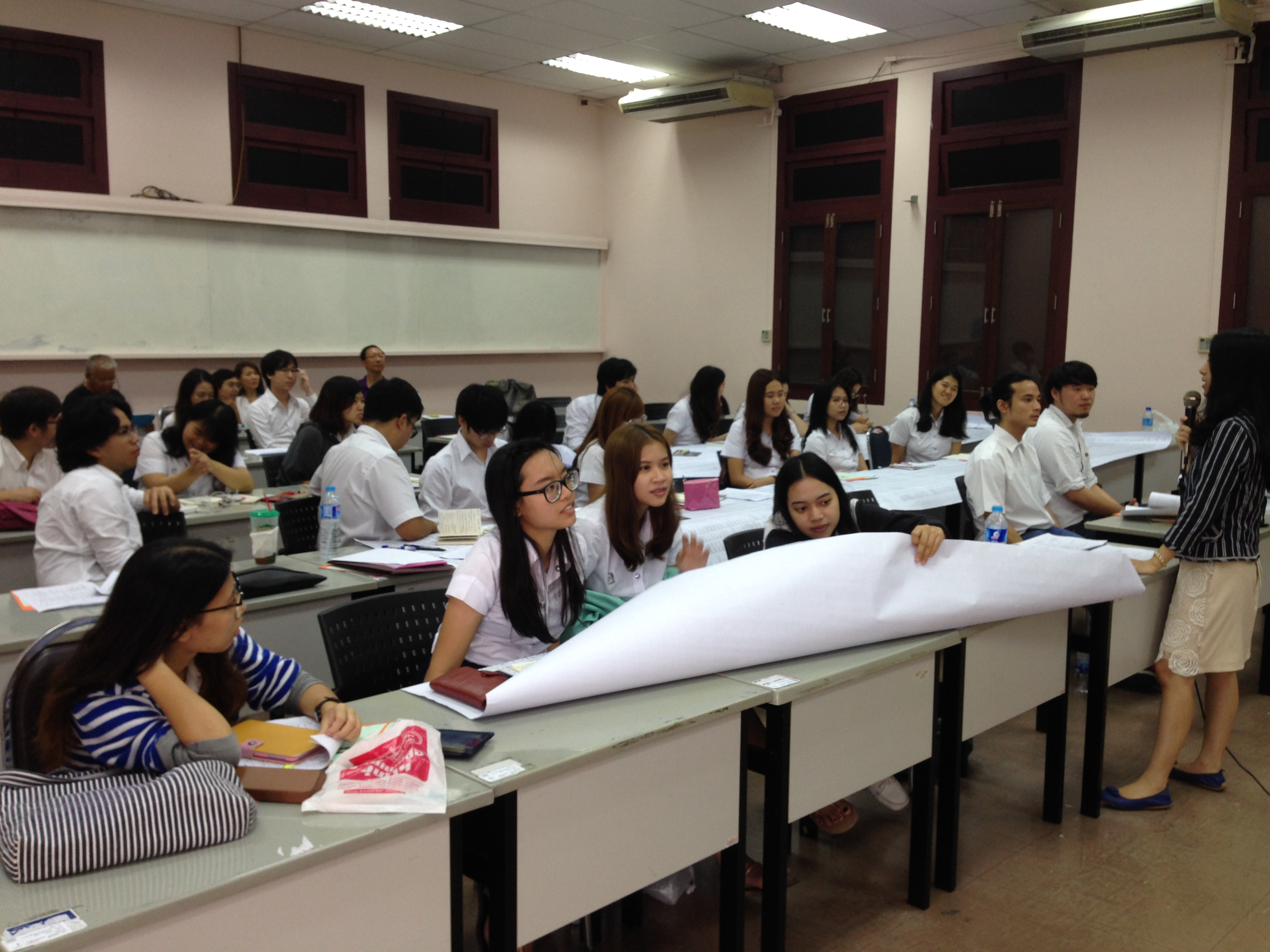
Một lớp tại Đại học Chulalongkorn

## Tổ chức
Chulalongkorn có 20 khoa:
| - Khoa Y tế Đồng Minh (Allied Health Sciences) - Khoa Kiến trúc - Khoa Nghệ thuật - Khoa Thương mại và Kế toán - Khoa Nghệ thuật giao tiếp - Khoa Nha - Khoa Kinh tế - Khoa Giáo dục - Khoa Kỹ thuật công trình - Khoa Mỹ thuật và Nghệ thuật ứng dụng | - Khoa Luật - Khoa Y - Khoa Điều dưỡng (Faculty of Nursing) - Khoa Dược - Khoa chính trị - Khoa Tâm lý học - Khoa Khoa học - Khoa Thú y - Khoa Sau đại học - Khoa học thể thao |

Các viện khác liên quan đến trường đại học này là Cao đẳng Hóa dầu và Dầu mỏ và Trường Kinh doanh Sasin.

## Thứ hạng

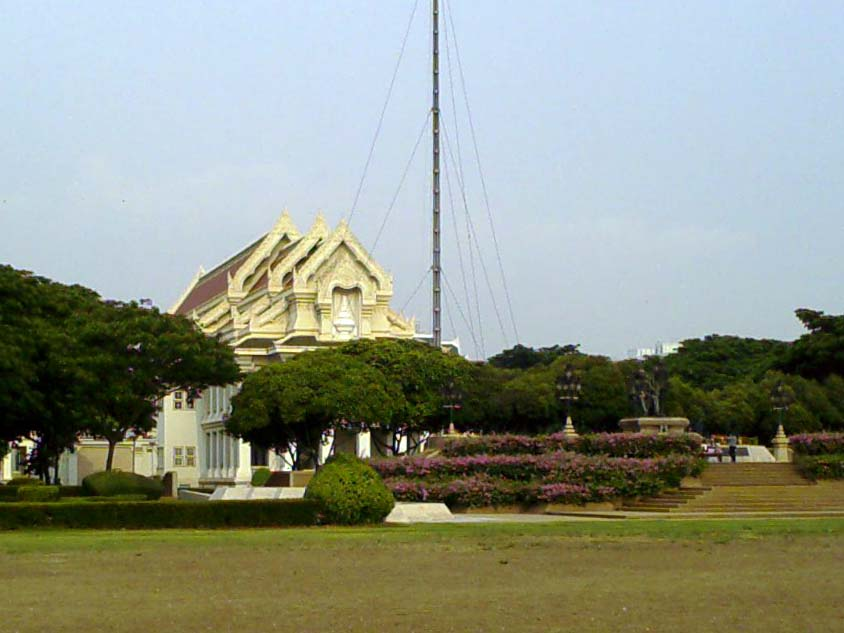
Giảng đường chính của Đại học Chulalongkorn

Đại học Chulalongkorn xếp hạng 45 châu Á, xếp hạng thứ 1  Thái Lan (2016) theo QS University Rankings: Asia.
Đại học Chulalongkorn xếp hạng 245 thế giới, xếp hạng thứ 1  Thái Lan (2018) theo QS World University Rankings
Đại học Chulalongkorn xếp hạng 151-200 thế giới, xếp hạng thứ 1  Thái Lan (2016) theo QS Graduate Employability Rankings
Đại học Chulalongkorn xếp hạng 320 thế giới, xếp hạng thứ 1  Thái Lan (2016) theo Center for World University Ranking or CWUR
Đại học Chulalongkorn xếp hạng 398 thế giới, xếp hạng thứ 1  Thái Lan (2017) theo Round University Ranking
Đại học Chulalongkorn xếp hạng 182 thế giới, xếp hạng thứ 1  Thái Lan (2016) theo RUR Reputation Rankings
Đại học Chulalongkorn xếp hạng 424 thế giới, xếp hạng thứ 1  Thái Lan (2016) theo RUR Research Performance Rankings
Đại học Chulalongkorn xếp hạng 432 thế giới, xếp hạng thứ 1  Thái Lan (2016) theo CWTS Leiden Ranking
Đại học Chulalongkorn xếp hạng 30 thế giới, xếp hạng thứ 1  Thái Lan (2016) theo UI Green Metric